# Скельки (Василівський район)
Скельки́ (Скелька) — село в Україні, у Василівській міській громаді Василівського району Запорізької області. Населення становить 2205 осіб. До 2020 орган місцевого самоврядування — Скельківська сільська рада.

## Географія
Село Скельки знаходиться на лівому березі Каховського водосховища (Дніпро), вище за течією на відстані 8 км розташоване місто Василівка, нижче за течією на відстані 2,5 км розташоване село Маячка. Поруч проходить автомобільна дорога Т 0817.

## Історія
Поблизу сіл Скельок та Маячки виявлено стоянку доби пізнього палеоліту (понад 15 тис. років тому), поселення та могильник часів неоліту, два поселення та могильник епохи бронзи (IV, III—І тисячоліття до н. е.). Біля села Златополя знайдено набір форм для відливання знарядь праці з бронзи (І. тисячоліття до н. е.); виявлено також поселення та могильник скіфських часів (IV—III ст. ст. до н. ери).
Засноване село наприкінці XVIII ст. Першими поселенцями були кріпаки з Чернігівської, Полтавської та Курської губерній.
Станом на 1886 рік у селі Василівської волості Мелітопольського повіту Таврійської губернії мешкала 1.121 особа, нараховувалось 260 дворів, існували православна церква, школа та 2 лавки.
Кількість населення села у 1864 році становила 1.483 жителів, у 1910 році понад 2.700 жителів, у 1915 році — 4.399 жителів, у 1923 −2.777 жителів, у 1938 році — 2.744 жителів, у 1966 році — 2.827 жителів, у 1977 році — 2.552 жителів, 1980 році — 2.615 осіб..
12 червня 2020 року, відповідно до Розпорядження Кабінету Міністрів України від № 713-р «Про визначення адміністративних центрів та затвердження територій територіальних громад Запорізької області», увійшло до складу Василівської міської громади.
19 липня 2020 року, в результаті адміністративно-територіальної реформи та ліквідації колишнього Василівського району (1923—2020), село увійшло до складу новоутвореного Василівського району.

## Населення

### Мова
Розподіл населення за рідною мовою за даними перепису 2001 року:
| Мова            | Кількість | Відсоток |
| --------------- | --------- | -------- |
| українська      | 2051      | 93.02%   |
| російська       | 139       | 6.29%    |
| вірменська      | 10        | 0.45%    |
| білоруська      | 1         | 0.05%    |
| румунська       | 1         | 0.05%    |
| інші/не вказали | 3         | 0.14%    |
| Усього          | 2205      | 100%     |

## Економіка
- «Промінь», ТОВ.

## Об'єкти соціальної сфери
- Школа.
- Дитячий садочок.
- Будинок культури.
- Історичний музей.
- Лікарня.
- Стадіон.
- Свято-Георгіївський храм.

## Пам'ятки
У селі Скельки дві братські могили. В одній поховано 111 борців за встановлення Радянської влади, у тому числі 9 партизанів-односельців у часи громадянської війни, 7 партизан, розстріляних німцями у 1941 році та 8 радянських воїнів, що загинули у 1943 році. У другій братській могилі поховано 369 радянських воїнів, що загинули під час боїв за звільнення навколишніх сіл району. У селі встановлено пам'ятний на честь воїнів-односельчан, що загинули у боротьбі з фашизмом 
У ніч на 13 березня 2015 року у селі було завалено пам'ятник Леніну.

## Відомі люди
- Острогляд Віктор Васильович — депутат Верховної Ради УРСР 11-го скликання.